# Riek Schagen
Geertruida Hendrika (Riek) Schagen (Amersfoort, 15 november 1913 – Vorden, 14 juli 2008) was een Nederlands actrice en kunstschilderes. Ze is waarschijnlijk het bekendst van haar rol als Saartje in de televisieserie Swiebertje, waarin zij tien jaar lang te zien was.

## Biografie

### Carrière
Riek Schagen kwam als dienstmeisje bij Albert van Dalsum en kreeg van hem toneellessen. Ze debuteerde in 1940 bij diens gezelschap Studio in Eindexamen en heeft naast haar werk in het theater vanaf 1955 aan een bijzonder groot aantal televisieproducties meegewerkt. In 1955 maakte Schagen haar filmdebuut in Ciske de Rat als Tante Jans. Daarna speelde zij in vele film- en televisieproducties, waaronder Fanfare van Bert Haanstra, De Overval en De kleine waarheid.
In 1965 voegde Schagen zich bij de cast van de populaire televisieserie Swiebertje, waarin zij tien jaar lang de rol van Saartje speelde, als opvolgster van onder anderen Annie Leenders en Jetty Cantor. Ook nadat de serie in 1975 was gestopt, kroop Schagen nog regelmatig in de huid van de huishoudster, onder andere om reclame te maken voor Sorbo. Haar laatste rol had ze in de jeugdserie Thomas en Senior uit 1985 en in het vervolg, Thomas en Senior op het spoor van Brute Berend uit 1988, waarin ze de oma van Thomas speelde. In 2007 was ze nog als Saartje te gast in het programma Mooi! Weer De Leeuw van Paul de Leeuw; het was haar laatste televisieoptreden.
Schagen ontwierp kostuums en maakte de laatste jaren ook naam als schilderes. Ze had haar eigen expositieruimte met de naam "GaleRiek". Gedurende haar carrière maakte ze meer dan 1000 schilderijen.
Ze overleed op 94-jarige leeftijd in verzorgingshuis De Wehme in haar woonplaats Vorden en is 19 juli gecremeerd in Doetinchem. Haar as is begraven op de Algemene begraafplaats Vorden. Er is inmiddels een Riek Schagenplein in Vorden.

### Privéleven
Schagen was gehuwd met filosoof, econoom en kunsthistoricus Bert Westermann, zoon van de kunstschilder Gerard Westermann, en woonde in Vorden. Riek Schagen exposeerde geregeld in het land.

## Filmografie
- 1955 - Ciske de Rat - Tante Jans
- 1958 - Fanfare - Aaltje

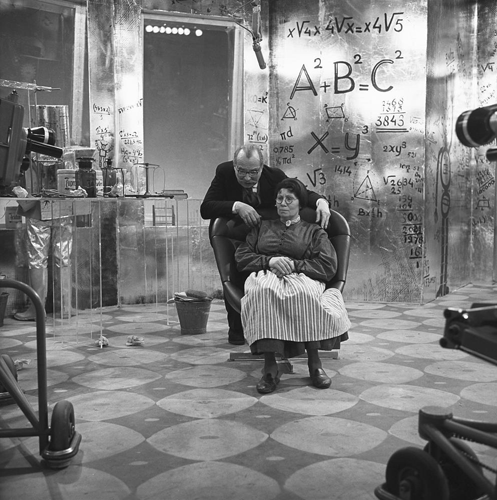
Matthieu van Eysden en Riek Schagen in de televisieserie
Vrouwtje Bezemsteel (1966)

- 1962 - De Overval - Moeder van Wim
- 1963 - De Duivelsgrot - Huishoudster Hilda (1963-1964)
- 1965 - Swiebertje - Saartje (1965-1975)
- 1970 - De kleine waarheid - Sien Eenenaam
- 1972 - The Little Ark - Vrouw Brodfelder
- 1972 - Het meisje met de blauwe hoed
- 1975 - Keetje Tippel
- 1980 - Pipo de Clown in West Best-moeders ugh
- 1985 - Thomas en Senior - Oma van Thomas
- 1986 - Vroeger kon je lachen - Zwijgende vrouw die sinaasappel eet
- 1988 - Thomas en Senior en het spoor van Brute Berend - Oma van Thomas

### Hoorspelen
- 1986 - De ronde van '43 - Mevrouw Co